# フィーバーフルーティー
フィーバーフルーティーは、1995年7月にSANKYOが発売した、歌手の小林千絵をキャラクターに採用したパチンコ機のシリーズ名。
フィーバーフルーティーの1機種がある。

## 概要
ドラム型のデジパチ。小林千絵が、左ドラムに2種類、中ドラムに1種類、右ドラムに2種類大当たり図柄として描かれており、他の大当たり図柄にはフルーツなどが採用されている。有効ラインは斜め2ラインに横3ラインの5ライン方式となっており、確変を搭載していないノーマルタイプである。同一の大当たり図柄が有効ライン上に揃えば大当たりとなるが、全てのドラムに小林千絵図柄が揃った場合は、ラインに関係なく大当たりとなる。大当たりとなる組み合わせは合計で44通りある。

## スペック
- フィーバーフルーティー
  - 賞球数 7&15
  - 大当たり最高継続 16R
  - 大当たり確率 1/205

## 図柄
- 7
- オレンジ
- 桃
- リンゴ
- ブドウ
- スイカ
- プラム
- チェリー
- 小林千絵

## 演出
リーチ演出は、ノーマルリーチを含め4パターン存在する。ノーマルリーチ以外に大当たり図柄の数コマ前で一度停止した後にさらにコマ送りで数コマ進む「コマ送りリーチ」、中デジタルが大当たり図柄の1コマ前後で停止した後に、再始動という動作を3回繰り返した後に最終形で停止する「カウントダウンリーチ」、全ドラムが特定の箇所で揃ったまま同時に回転する「スーパーリーチ」がある。

大当たり中のBGMには、本人が歌う楽曲が流れる。